# Ganzschluss
Ganzschluss ist ein Begriff aus der Musik, genauer der Harmonielehre, und bezeichnet eine harmonische Verbindung mit dem Ziel des Dreiklangs auf der ersten Stufe, der Tonika.
Nach der Art und Weise in die Tonika zu gelangen unterscheidet man:
- den authentischen Ganzschluss (Verbindung Dominante > Tonika)
- den plagalen Ganzschluss (Verbindung Subdominante > Tonika)

Weitere harmonische Verbindungen mit dem Ziel der Schlussbildung sind der Halbschluss und der Trugschluss.